# Румянцев, Михаил Михайлович
Михаи́л Миха́йлович Румя́нцев (3 ноября 1905, Юрино, Васильсурский уезд, Нижегородская губерния, Российская империя — 10 июня 1972, Орёл, РСФСР, СССР) — советский государственный, партийный и административный деятель. Председатель Йошкар-Олинского городского Совета (1937—1938). Член Марийского областного исполкома (1931—1938). Второй секретарь Орловского обкома ВКП(б) (1951—1952). Член ВКП(б) с 1931 года. Депутат Верховного Совета РСФСР III созыва (1951—1955).

## Биография
Родился 3 ноября 1905 года в п. Юрино ныне Юринского района Марий Эл.  
В 1917 году окончил Юринскую церковно-приходскую школу.
В 1931 году — заведующий Марийским областным отделом труда. В 1931—1937 годах — начальник Марийского областного управления шоссейных, грунтовых дорог и автотранспорта.
В 1937—1938 годах — председатель Йошкар-Олинского городского Совета. В 1931—1938 годах — член Марийского областного исполкома.
В 1938—1942 годах — председатель Госплана Марийской АССР, в 1938—1943 годах избирался депутатом Верховного Совета Марийской АССР I созыва. В 1942—1943 годах — секретарь Марийского обкома ВКП(б) по промышленности и транспорту.
С 1943 года по распоряжению ЦК ВКП(б) в Орле, в 1946—1951 годах — второй секретарь Орловского горкома партии. В 1954 году окончил Высшую партийную школу при ЦК КПСС. До 1961 года — секретарь Орловского обкома КПСС, в 1951—1952 годах — второй секретарь. 
В 1951—1955 годах избирался депутатом Верховного Совета РСФСР III созыва.
Награждён орденом Отечественной войны I степени и медалями.
Скончался 10 июня 1972 года в Орле.

## Награды
- Орден Отечественной войны I степени (1946)
- Медаль «За доблестный труд. В ознаменование 100-летия со дня рождения Владимира Ильича Ленина» (1970)